# Michał Goleniewski

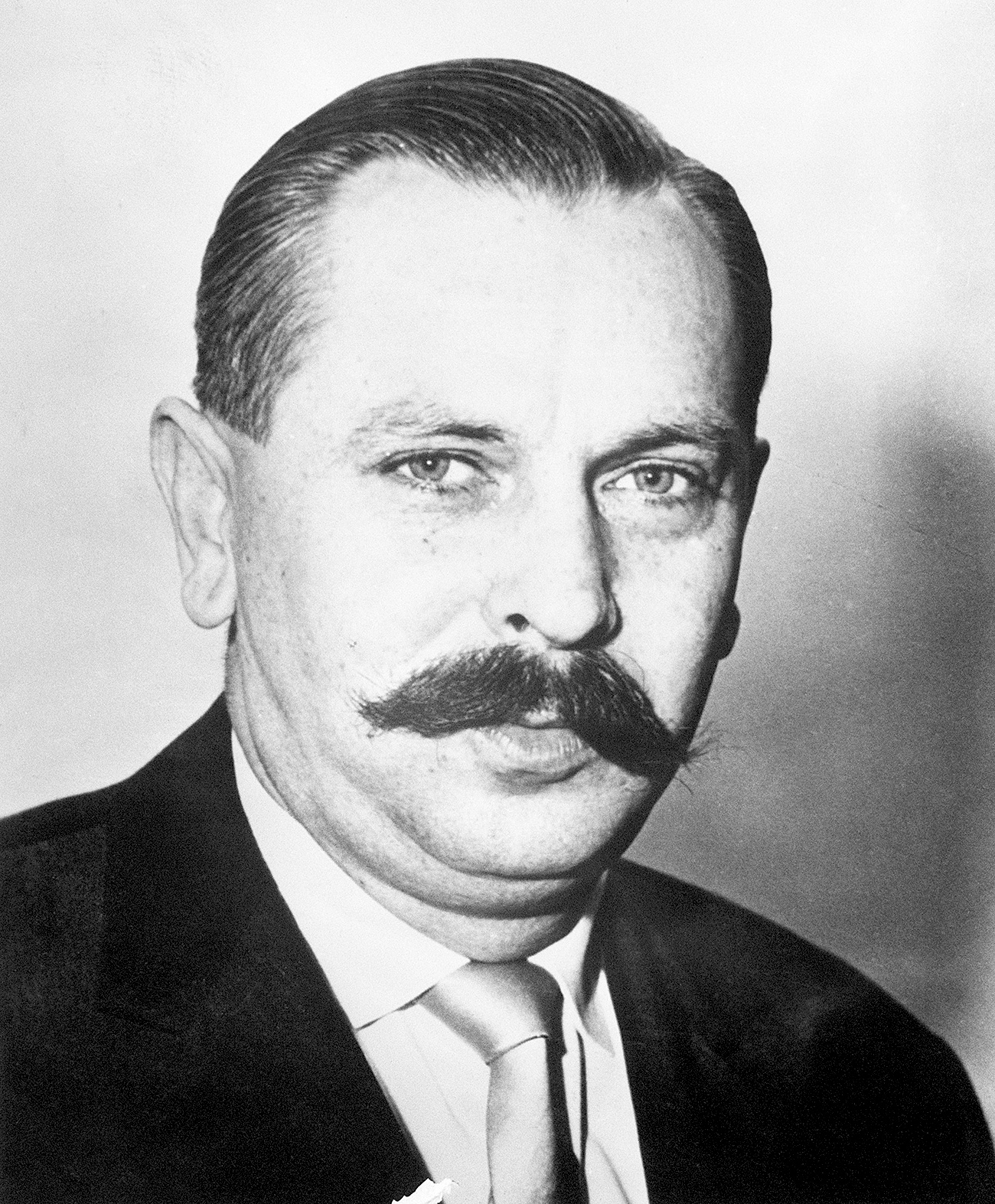
Michał Goleniewski, 1965

Michał Goleniewski (* 16. August 1922 in Nieśwież; † 12. Juli 1993 in New York) war ein polnischer Offizier und Spion. 1959 wurde er zum Dreifachagenten, der der CIA polnische und sowjetische Geheimnisse verriet und 1960 in den Westen überlief. Ab 1961 lebte er in den USA, wo er sich als Alexej Nikolajewitsch Romanow und Erbe des letzten Zaren ausgab.

## Leben und frühe Karriere
Michał Goleniewski wurde 1922 in Nieśwież, damals Polen, heute Belarus, geboren. Später zog die Familie nach Wolsztyn, das 800 Kilometer westlich in der Nähe der deutschen Grenze lag. Der Vater arbeitete in einer Brauerei, während seine Frau den Haushalt führte und den Sohn großzog. Michał besuchte das örtliche Gymnasium und anschließend eine Vorbereitungsschule, die er 1939 kurz vor Kriegsausbruch abschloss. Nach Angaben, die er später gegenüber der amerikanischen Einwanderungs- und Einbürgerungsbehörde machte, studierte er in den Jahren, in denen Polen von Hitlers Truppen besetzt war, Rechtswissenschaften an der Universität Posen. Später behauptete er jedoch, von den Nazibehörden wegen des Verdachts auf Mitgliedschaft in einer illegalen Organisation verhaftet und inhaftiert worden zu sein. Die Wahrheit, wie sie dem Militärgericht des Distrikts Warschau nach seinem Überlauf in den Westen präsentiert wurde, entsprach weder der einen noch der anderen Geschichte: „In den Jahren 1940–1944 arbeitete er als Buchhalter auf landwirtschaftlichen Gütern in Tloka und Wroniawa in der Provinz Poznań“, berichtete der Staatsanwalt und fügte hinzu, dass diese Tätigkeit „zu jeder Zeit unter deutscher Verwaltung stand“. Er war, kurz gesagt, ein Kollaborateur.
Nach dem Ende des Zweiten Weltkriegs beantragte Goleniewski die Mitgliedschaft in der Polnischen Arbeiterpartei und begann seinen Dienst im Ministerium für Öffentliche Sicherheit der neuen kommunistischen Regierung, dem Ministerstwo Bezpieczeństwa Publicznego (MBP), das unter dem Dach des Urząd Bezpieczeństwa (UB = Amt für Sicherheit) die Aufsicht über die in- und ausländischen Nachrichtendienste des Staates führte. 1945 lernte er die verwitwete Anna Diachenko kennen. Sie heirateten im März 1946, und Anna Diachenkos Tochter Halina wurde offiziell als seine Adoptivtochter eingetragen. Aus der Ehe gingen bis 1950 zwei gemeinsame Kinder, Danuta und Jerzy, hervor. Die Beziehung des Paares gestaltete sich schwierig, da Anna unter psychischen Problemen litt, die wahrscheinlich auf Kriegserlebnisse zurückzuführen waren. Mindestens zweimal wurde sie wegen wahnhafter Schizophrenie ins Krankenhaus eingeliefert. Mitte 1958 bat Goleniewski das UB um die Erlaubnis, die Scheidung einzureichen (ein bürokratischer Akt, der aufgrund seiner leitenden Funktion im Geheimdienst erforderlich war), und begründete dies mit Annas Krankheit und unvernünftigem Verhalten.

## Aufstieg beim MPB

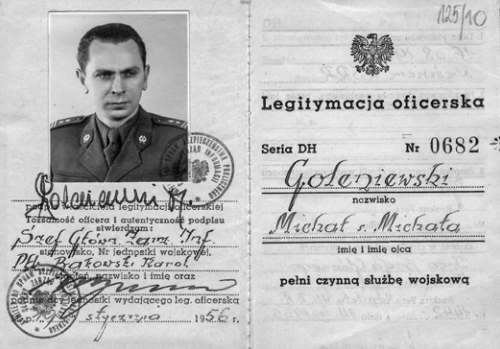
Michał Goleniewski, 1956

In den Reihen des MBP/UB hatte Goleniewski unterdessen steil Karriere gemacht. Schon 1946 wurde ihm eine der höchsten polnischen Auszeichnungen verliehen, das Verdienstkreuz, das später durch das Ritterkreuz des Ordens der Polonia Restituta ergänzt wurde. Zwei Jahre später wurde er zum Leiter der Abteilung für Spionageabwehr im Bezirk Poznan befördert. Ab 1955 war Goleniewski Abteilungsleiter in der Abteilung 1 des MBP, die für die zivile Spionageabwehr zuständig war; ein Teil seiner Aufgaben bestand darin, Mitglieder des zersplitterten antikommunistischen Widerstands zu überwachen – eine Aufgabe, die er unter der Tarnidentität Dr. Roman Tarnowski, einem Beamten der Generalstaatsanwaltschaft, durchführte und die ihm den Ruf eines unerbittlichen Vernehmers von Dissidenten einbrachte. Im Februar 1955 wurde Goleniewski zum stellvertretenden Leiter der wissenschaftlichen und nachrichtendienstlichen Abteilung der Abteilung 1 ernannt. Dies sollte seine letzte Funktion sein und brachte ihn in noch engeren Kontakt mit allen militärischen und zivilen Spionagediensten Polens.
In den 1950er Jahren wurde er zum Verbindungsmann des KGB in Warschau und kombinierte eine offizielle Rolle als Verbindungsmann des UB zu den sowjetischen Geheimdienstchefs mit einem verdeckten Auftrag, Moskau über die Aktivitäten seiner Kollegen zu informieren. Für beide Aufgaben musste er durch die Staaten des Sowjetblocks und häufig auch in den Westen reisen. Trotz der Anforderungen, die diese Doppelrolle mit sich brachte, hielt das UB Goleniewski für einen kompetenten und effizienten Mitarbeiter. Sein unmittelbarer Vorgesetzter, Oberst Witold Sienkiewicz, notierte jedoch in einer internen Leistungsbeurteilung, dass sich Goleniewski bei seinen Kollegen durch seine Arroganz und seinen unverhohlenen Ehrgeiz unbeliebt gemacht hatte. Darüber hinaus vermerkte Sienkiewicz, dass sich Goleniewski Eheprobleme offenbar negativ auf seine Arbeit auswirkten; dies war offiziell auch einer der Gründe für seinen Rückzug im Januar 1961.

## Doppelleben in Ost-Berlin

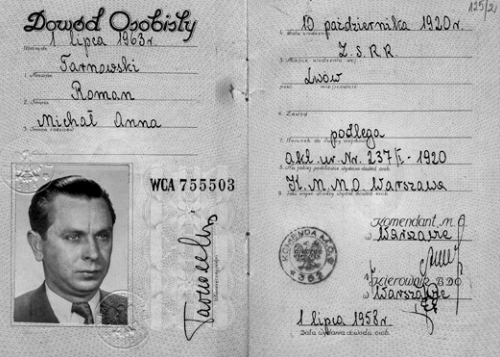
Michał Goleniewski 1958 als „Roman Tarnowski“

Tatsächlich hatte Michał Goleniewski zu diesem Zeitpunkt schon seit drei Jahren eine heimliche Beziehung mit einer anderen Frau. Bei einer Dienstreise nach Ost-Berlin hatte er 1958 die damals 28-jährige Irmgard Kampf kennen gelernt. Sie war Sekretärin an einer Oberschule und lebte aufgrund ihres bescheidenen Gehalts noch mit ihren Eltern in deren kleiner Wohnung. Goleniewski gab sich Irmgard Kampf gegenüber als polnischer Journalist „Jan Roman“ aus. Er behauptete, von jüdischer Herkunft und während des Krieges Widerstandskämpfer gewesen zu sein: Seine gesamte Familie, mit Ausnahme seiner Mutter, sei von den Nazis ermordet worden. Goleniewski verabredete sich mit Irmgard, wann immer er nach Ost-Berlin reiste, und sie begann eine leidenschaftliche Beziehung mit ihm. Die Lügen, die er über sich erzählt hatte, wurden jedoch immer unhaltbarer, zumal die Papiere, die er bei Dienstreisen in die DDR mit sich führte, ihn als „Roman Tarnowski“ und nicht als „Jan Roman“ auswiesen. Goleniewski schmückte seine Geschichte weiter aus und erzählte der Familie Kampf, dass er nach dem Krieg vier Jahre lang in der polnischen Armee gedient habe, bevor er Journalist wurde, zunächst in China und dann in einer Nachrichtenagentur, die mit dem polnischen Auslandsdienst zusammenarbeitete.
Ohne zu wissen, dass seine Affäre inzwischen vom Ministerium für Staatssicherheit beobachtet wurde, machte Goleniewski Irmgard Kampf einen Heiratsantrag. Dabei verschwieg er, dass er bereits verheiratet war und drei Kinder hatte. Irmgard Kampf nahm seinen Antrag an und begann, in Erwartung eines neuen Lebens in Warschau, Polnisch zu lernen.
Im Oktober 1960 schickte Erich Mielke, Leiter des DDR-Ministeriums für Staatssicherheit, einen detaillierten Bericht an seinen Amtskollegen in der polnischen Regierung, in dem er die Einzelheiten von Goleniewskis unerlaubten Kontakten mit einer DDR-Bürgerin darlegte. Goleniewski wurde daraufhin vom UB aufgefordert, einen ausführlichen Bericht und eine Erklärung abzugeben. Goleniewski bat daraufhin seinen Vorgesetzten Oberst Sienkiewicz erneut um die Erlaubnis, sich von Anna scheiden zu lassen, um anschließend Irmgard zu heiraten. Das UB hätte dieser Forderung möglicherweise stattgegeben, wenn nicht bekannt gewesen wäre, dass Goleniewski parallel eine Affäre mit einer Frau in Polen hatte, der er ebenfalls die Ehe versprochen hatte. Kurz vor Weihnachten 1960 wurde Goleniewski zu einer formellen Sitzung des UB gerufen. Man befahl ihm, den Kontakt zu Irmgard Kampf sofort abzubrechen, und teilte ihm außerdem mit, dass er aus seiner Führungsposition versetzt werden sollte. Sienkiewicz bewilligte ihm eine letzte Reise nach Ost-Berlin mit der Auflage, spätestens am 6. Januar 1961 wieder in Warschau zu sein.
Was Sienkiewicz nicht bekannt war: Schon im April 1958 hatte Goleniewski damit begonnen, unter dem Decknamen Sniper (Heckenschütze) Dokumente an die CIA, den Auslandsgeheimdienst der Vereinigten Staaten, weiterzuleiten. Über 22 Monate hatte er, ohne seine Identität preiszugeben, mehr als 2000 Mikrofilmdokumente übermittelt und die Namen von Personen preisgegeben, die das KGB als Maulwürfe in westliche Regierungen und Sicherheitsdienste eingeschleust hatte, darunter Stig Wennerström, George Blake, Gordon Lonsdale und Heinz Felfe.

## Überlauf und Flucht in die USA
Im Dezember 1960 plante Goleniewski blitzschnell seinen Überlauf. Mit einer Minox-Kamera fotografierte er Dokumente in seinem Bürosafe, versteckte einen Teil davon an einem sicheren Ort in Warschau und verpackte den Rest in drei Umschläge, die separat per Kurier nach Berlin gebracht werden sollten. Er entnahm eine hohe Geldsumme aus der Bürokasse und schickte ein Telegramm an Irmgard, in dem er ihr mitteilte, dass er um Neujahr in Ost-Berlin eintreffen würde. Dann rief er im amerikanischen Konsulat in West-Berlin an. Er erklärte, er sei Sniper und befinde sich in Lebensgefahr. Wenig später wurde er in West-Berlin von Beamten der CIA in Empfang genommen.
Als Goleniewski am 6. Januar nicht in Erscheinung trat und auch in seiner Berliner Wohnung nicht auffindbar war, schrillten in den Korridoren des polnischen Geheimdienstes die Alarmglocken. Oberst Henryk Sokolac, stellvertretender Leiter der Abteilung 1, befürchtete dass Goleniewski übergelaufen war und die UB-Chiffren – die Tarnidentitäten der im Westen tätigen Agenten und die dazu passenden echten Namen – mitgenommen hatte. Eine Durchsuchung in Goleniewskis Büro in Berlin ergab, dass er heimlich eine große Anzahl von Dokumenten mit einigen der sensibelsten Informationen des Geheimdienstes angehäuft hatte. Durch seine weitreichenden Aufgaben hatte er Zugang zu Daten über Polens Wirtschaftspläne (Kernenergie) sowie geheime Informationen über die polnische Armee gehabt. Ein polnisches Gericht verurteilte Goleniewski in seiner Abwesenheit zum Tode; wo er sich aufhielt, war nicht bekannt. Allerdings vermutete man, er sei vom CIA verschleppt und in die USA gebracht worden.
Tatsächlich waren Goleniewski und Irmgard Kampf am 12. Januar 1961 mit einer Militärmaschine der US-Army in die Vereinigten Staaten geflogen, und er war zu Franz Roman Oldenburg geworden – eine weitere erfundene Identität, die er später dazu nutzte, Wohnungen in Arlington, Virginia, und New York zu mieten.
Er erhielt einen Arbeitsvertrag und ein Stipendium der US-Regierung und arbeitete fast drei Jahre für die CIA. Um ihn vor der Verfolgung durch den KGB und den UB zu schützen, brachte man ihn in einer gut geschützten Wohnung in Kew Gardens, Queens unter. In der Zwischenzeit hatten Spionageabwehrdienste in ganz Europa und im Nahen Osten mit der Verhaftung von Spionen begonnen, die er enttarnt hatte.

## Anspruch auf Zarentitel und -vermögen
Seine Vorgesetzten bei der CIA waren zunächst von Goleniewski begeistert, als er jedoch 1963 die amerikanische Staatsbürgerschaft beantragte, regten sich ernsthafte Zweifel an seiner Vertrauenswürdigkeit und psychischen Stabilität. Goleniewski behauptete nämlich auf einmal, der Name Goleniewski sei nur ein Deckname während der Tätigkeit in Polen gewesen. Seine wahre Identität sei Großfürst Alexej Nikolajewitsch Romanow; er sei der russische Thronfolger, dessen Familie „angeblich“ in Jekaterinburg ermordet worden war. Goleniewskis Geschichte lautete folgendermaßen: Statt die Zarenfamilie im Juli 1918 im Keller zu erschießen, hätte Jakow Jurowskij, der Leiter des Erschießungskommandos, ihnen allen zur Flucht verholfen. Er hätte sie als Flüchtlinge verkleidet aus Russland ausgeschleust und über Umwege nach Polen gebracht, wo sie unerkannt in einem Dorf in der Nähe der deutschen Grenze lebten. Laut Goleniewskis Aussagen waren Nikolaus und Alexandra inzwischen verstorben, seine vier Schwestern seien jedoch alle am Leben und er stünde mit ihnen in Kontakt. Alle diese Behauptungen waren ausgesprochen mysteriös, alleine schon wegen Goleniewskis Alter: Goleniewski hat nach seinem Überlauf bei der CIA wahrheitsgemäß angegeben, 1922 geboren zu sein. Zarewitsch Alexej war dagegen schon 1904 geboren und seit seiner Geburt von Hämophilie betroffen. Selbst wenn er das Massaker in Jekaterinburg überlebt hätte, wären seine Aussichten, das Erwachsenenalter zu erreichen, äußerst gering gewesen. Goleniewski hatte auch dafür eine Erklärung parat. Er behauptete, durch seine Hämophilie, die von einem bekannten Arzt aus Brooklyn bestätigt worden sei, habe eine Wachstumsverschiebung stattgefunden, und er sei zweimal Kind gewesen.
Goleniewskis Geschichte und sein Verhalten schockierten seine Vorgesetzten und Kollegen bei der CIA. Er bestand darauf, als Großfürst angesprochen zu werden. Außerdem verlangte er von der CIA, bei seinem Anspruch auf das (angebliche) Vermögen des Zaren unterstützt zu werden. Noch bizarrer wurde die Angelegenheit, als er im Oktober 1963 medienwirksam mit einer Dame namens Eugenia Smith zusammentraf, die behauptete, seine überlebende Schwester Großherzogin Anastasia Nikolajewna zu sein. Vierzig Jahre hatte die aus Österreich-Ungarn stammende Frau in Chicago gelebt, bis sie bei einem Verleger auftauchte und ihm ein Manuskript mit dem Titel Anastasia, die Autobiografie der russischen Großfürstin überreichte. Zunächst gab sie an, eine Freundin der 1920 gestorbenen Großfürstin gewesen zu sein, die ihr das Manuskript anvertraut habe. Später, ermuntert durch den Verleger, änderte sie ihre Geschichte und behauptete nun, sie selbst sei Anastasia. Nachdem die Veröffentlichung ihrer „Autobiografie“ im Life Magazine besprochen worden war, dauerte es nur wenige Wochen, bis Goleniewski Kontakt zu Eugenia Smith aufnahm. Beide trafen sich am 31. Dezember 1963 im Yorker Büro des Verlags, und es kam zu einer tränenreichen Wiedervereinigung der „Geschwister“. Mrs. Smith beteuerte, er sei ihr Bruder Alexej, und nannte ihn „Mein Liebling, mein Liebling!“ Auf das gefühlsselige Treffen folgten noch zwei weitere, bis ihr Verleger Eugenia Smith darauf aufmerksam machte, dass ihre Version der Geschichte deutlich von Goleniewskis Darstellung abwich. Sie hatte nämlich behauptet, den Mord als einziges Familienmitglied überlebt zu haben. Die Anerkennung Goleniewskis hätte bedeutet, eine Lüge zuzugeben, sodass sie den Kontakt abbrach. Goleniewski blieb jedoch bei der Überzeugung, sie sei seine Schwester Anastasia. Als einige Jahre später Anna Anderson vor einem deutschen Gericht um die Anerkennung als Großfürstin Anastasia stritt, gab er eine mehrseitige eidesstattliche Erklärung ab, warum sie nicht seine Schwester sein könne. „Später berichtete er, seine ‚wirkliche Schwester‘, Eugenia Smith, sei 1968 in New York gestorben. Sie sei ermordet worden nach dem Besuch von ‚sehr mächtigen Männern, zwei davon waren Rockefellers‘“. Tatsächlich starb Eugenia Smith erst am 31. Januar 1997 im Alter von 98 Jahren auf Rhode Island.
Am 30. September 1964, wenige Stunden vor der Geburt der gemeinsamen Tochter Tatjana, heiratete Goleniewski Irmgard Kampf. Auf der Heiratsurkunde und im Heiratsregister der Kirche unterzeichnete er mit Aleksej Nikolajewitsch Romanow, Sohn von Nikolaj Alexandrowitsch Romanow und Alexandra Fjodorowna Romanowa, geborene von Hessen. Als Geburtsdatum gab er den 12. August 1904 und als Geburtsort Peterhof, Russland, an. Zwei „Schwestern“, die er als Olga und Tatjana präsentierte, waren aus Deutschland angereist.
Goleniewski war inzwischen für die CIA nicht länger tragbar. Er wurde in Pension geschickt und sein Arbeitsverhältnis mit der Agentur wurde 1964 beendet. In der Folgezeit wurden seine Launen immer absurder. Er lebte weiterhin in Queens von einer Pension der amerikanischen Regierung, die er als zu niedrig erachtete. Ab 1966 begann er, Briefe an die CIA und an das Internationale Rote Kreuz zu schreiben, und verlangte, dass ihm 50.000 Dollar Rückstände an Gehalt sowie 100.000 Dollar für Verlust seines Besitzes in Polen gezahlt würden. In den 1970er Jahren veröffentlichte er von seinem Zuhause aus monatlich eine Schrift mit dem Titel Doppeladler „der nationalen Unabhängigkeit und Sicherheit der Vereinigten Staaten und dem Überleben der christlichen Zivilisation gewidmet“. Darin erging er sich in antisemitischen Schmähungen gegen jüdische Bankiers, „aristokratische Diebe“, „Bandenchefs“, „Internationale Erpresser“ und wirren Verschwörungserzählungen. Danach verschwand Goleniewski aus der Öffentlichkeit. Er starb am 12. Juli 1993 in New York.
Der britische Journalist und Dokumentarfilmer Tim Tate recherchierte ausführlich über das Leben Goleniewskis und veröffentlichte 2021 das Buch The Spy who was left in the cold. The Secret History of Agent Goleniewski. Er fand heraus, dass Goleniewski unter dem Kryptonym LAVINIA auch Informationen über KGB-Agenten an den MI6 lieferte, die bis heute unter die Geheimhaltung fallen.